# De eerste show
De eerste show was een praatprogramma dat dagelijks te zien was op Libelle Tv. De eerste uitzending was op 15 augustus 2013, tevens de start van de zender.
Els De Schepper en Ilse Van Hoecke presenteerden beurtelings een week het programma.
Het programma werd elke ochtend uitgezonden op Libelle Tv en werd driemaal herhaald over de hele dag. In de namiddag kreeg het ook een herhaling op VIJF, zodat mensen die Libelle Tv niet konden ontvangen toch naar "De Eerste Show" konden kijken.
Heden bestaat LibelleTV  -en dus ook De eerste show-  niet meer (opgedoekt in juli 2015).